# Street Fighter: The Legend of Chun-Li
Street Fighter: The Legend of Chun-Li ist ein US-amerikanisch-japanisch-kanadischer Krimi von Regisseur Andrzej Bartkowiak aus dem Jahr 2009.

## Handlung
Als Chun-Li noch ein Kind war, wurde ihr Vater von dem Gangster Bison entführt. Die Konzertpianistin wächst in dem Glauben auf, dass ihr Vater tot sei. Eines Tages erfährt sie jedoch, dass er immer noch von Bisons krimineller Geheimorganisation Shadaloo gefangen gehalten wird. Sie kehrt ihrem alten Leben den Rücken, um ihren Vater zu rächen, und taucht in den Moloch von Bangkok ein. Unterstützung findet sie dort, als sie den Wushu-Meister Gen trifft, der ihre Ausbildung vollendet. Bison und seine Handlanger (u. a. Vega und Balrog) versuchen derweil die Herrschaft über ein Slum-Viertel in Bangkok zu übernehmen und die Einheimischen zu vertreiben, um dort teure Immobilien zu bauen. In einer parallel erzählten Geschichte jagen auch die Polizisten Nash und Maya hinter dem Verbrecherkönig her. Gemeinsam mit Chun Li können sie Bison schließlich stoppen.

## Kritiken
„Street Fighter – The Legend of Chun-Li ist ein K.o.-Schlag in der ersten Runde. Attraktive Darsteller ohne jegliches Talent prügeln sich durch eine platte Handlung voller missratener Sprüche. Die völlige Ideenlosigkeit bei der Kampfchoreographie knipst schließlich alle Lichter aus.“

Auf Rotten Tomatoes hat der Film ein Durchschnittsranking von 2,6/5 und einen Status von 17 %.